# Paznicul farului
Paznicul farului este o nuvelă scrisă de Henryk Sienkiewicz și publicată în 1881.